# Murray Waxman
Murray Waxman (* 10. Juli 1925 in Toronto; † 27. November 2022 in Westmount) war ein kanadischer Basketballspieler.

## Karriere
Murray Waxman spielte für die Young Men’s Hebrew Association in Montreal. Mit der kanadischen Nationalmannschaft belegte er bei den Olympischen Spielen 1948 in London den neunten Rang. Im Jahr 1950 besiegte Waxman mit der Young Men’s Hebrew Association das Team der University of Manitoba und wurde kanadischer Meister. Des Weiteren gewann er im gleichen Jahr Silber bei der Makkabiade. Ein Jahr später verletzte sich Waxman an der Schulter und spielte danach nur noch selten. Nach seiner Karriere als Spieler wurde er Trainer der Young Men’s Hebrew Association.